# Auloue
De Auloue is een 45,4 km lange, linkse zijrivier van de Baïse in de Gascogne in Zuidwest-Frankrijk.
Zij is niet te verwarren met de Auroue in hetzelfde departement of de Aussoue, een zijrivier van de Save.

## Geografie
Het volledige traject ligt in het departement Gers.
De bron ligt in Saint-Jean-le-Comtal tussen Barran en Miramont-d'Astarac, de monding in de Baïse in Valence-sur-Baïse.
Andere gemeenten langs de rivier zijn: Ordan-Larroque, Antras, Jegun, Castéra-Verduzan en Ayguetinte.

## Hydrografie
Het debiet wordt vrijwel uitsluitend beïnvloed door de neerslag, wat bij onweders tot spectaculaire debietwijzigingen kan leiden met dramatische gevolgen.